# Чинукские языки

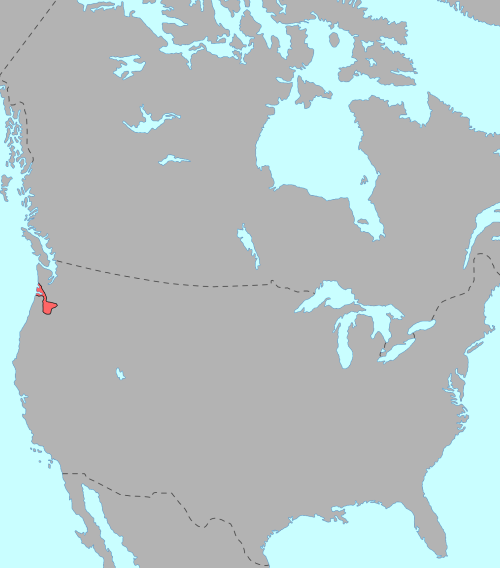
Чинукские языки до прихода европейцев

Чинукские языки (от самоназвания Tsinúk) — малочисленная семья индейских языков. Распространена в штатах Орегон и Вашингтон вдоль реки Колумбия среди народов чинук. Данные языки не следует путать с чинукским жаргоном — пиджином, основанным на чинукских языках, но содержащим множество заимствований из других языков. Чинукский жаргон использовался в торговле вдоль побережья Тихого океана.

## Состав
Чинукские языки состоят из трёх языков, каждый из которых делится на большое количество диалектов:
1. Катламет (или катламат), ныне исчез (†). Язык катламет был распространён на северо-западе Орегона вдоль южного берега нижнего течения реки Колумбия. Ранее считался диалектом верхнего или среднего чинукских языков, однако взаимопонимание между ними отсутствует.
2. Нижний чинукский язык (также известен как прибрежный чинукский), ныне исчез (†).
  - Клацоп, был распространён на северо-западе Орегона вдоль устья реки Колумбия и Клацопской равнины (†).
  - Мелководный диалект, или собственно чинукский, исчез (†). Был распространён на северо-западе штата Вашингтон около южной части залива Уиллапа.
3. Верхний чинукский язык (также известен как кикшт, колумбийский чинукский)
  - Каскейдс, ныне исчез (†).
  - Клакамас, исчез (†).
  - Худ-ривер, исчез (†).
  - Мултномах (†) Был распространён на о. Сави и в Портленде (Орегон).
  - Язык васко-вишрам, исчез (†)[1].
  - Уайт-салмон, ныне исчез (†).

Язык ватлала был распространён в северно-центральной части Орегона вдоль р. Колумбия.